# Кавернит
Кавернит — воспаление кавернозных (пещеристых) тел полового члена.

## Этиология и патогенез
Кавернит почти всегда возникает остро, он может быть осложнением инфекционного процесса, (уретрита или сепсиса) или общего, или следствием внутреннего повреждения уретры, например — полученного при извлечении из уретры осколка почечного камня.
Хронический кавернит обычно развивается как первично-хронический процесс, с появлением малоболезненного инфильтрата, или, что реже, может являться последствием недолеченного острого кавернита.

## Клиническая картина
Симптомами кавернита являются боль и припухлость полового члена, его гиперемия, высокая температура тела, сопровождается увеличением члена, иногда — болезненными искривлёнными эрекциями.

## Лечение
Лечение кавернита включает применение антибиотиков, физиотерапии, рассасывающих средств. При нагноении требуется хирургическая операция, последствия которой включают образование фиброзной ткани, что ведёт к потере возможности к эрекции и впоследствии требует эндопротезирования для её восстановления.